# Gabinete (mobiliario)

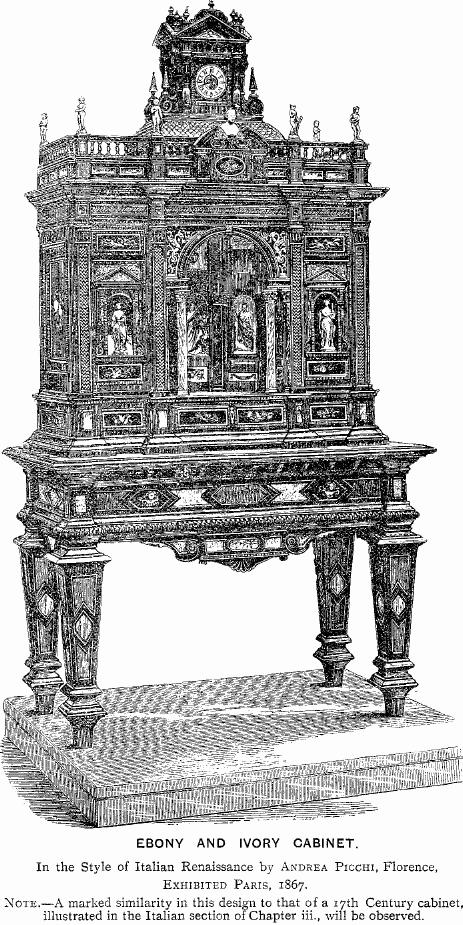
Gabinete de ébano y marfil de Andrea Picchi, Florencia.

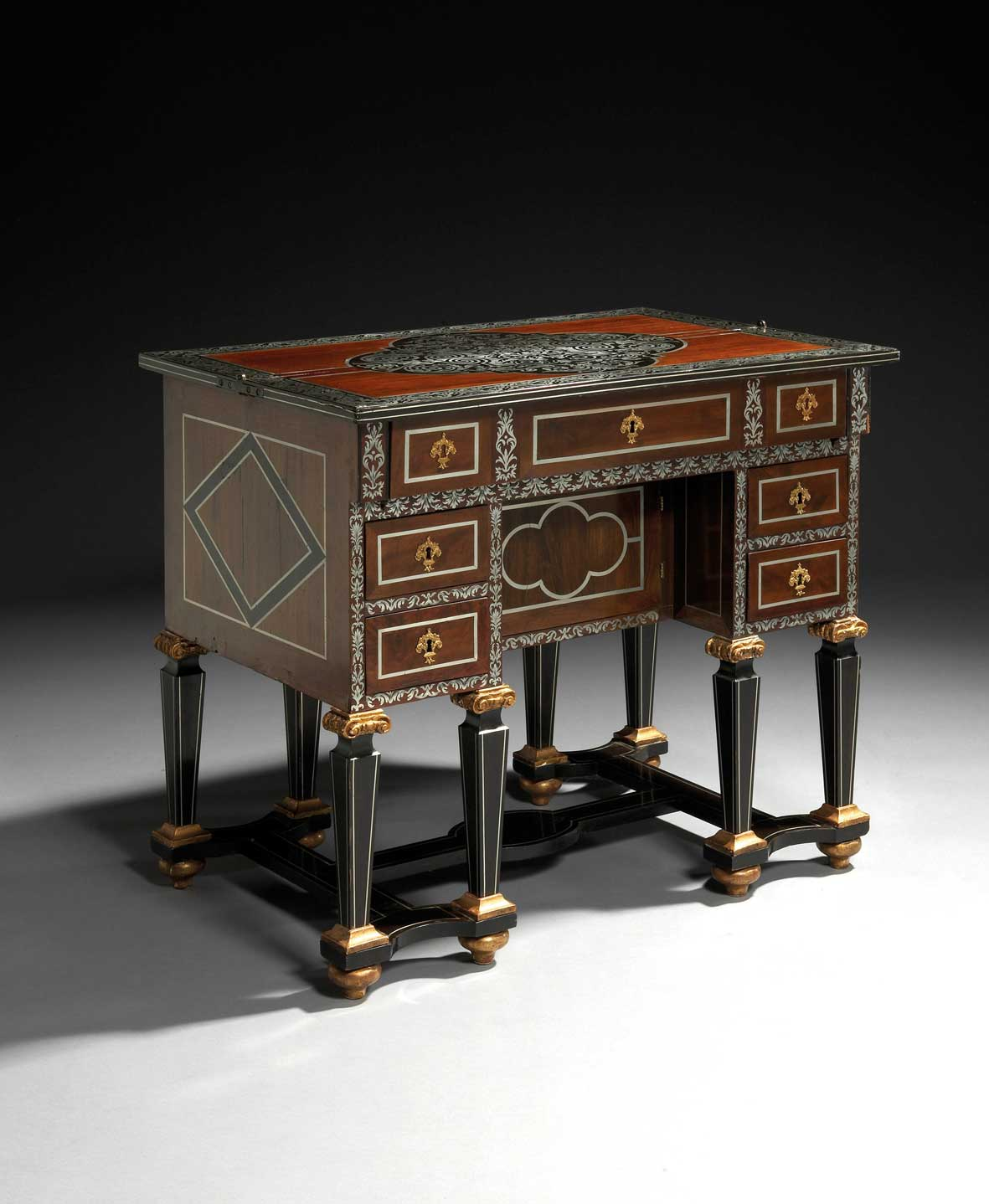
Gabiente de la época de Luis XIV. Gabinete/escritorio conocido como gabinete/escritorio Mazarino. Apoyado sobre ocho patas enfundadas unidas por un espaciador en forma de "H", provistas en la parte inferior de dos cajones laterales con dos cajones cada uno, enmarcando un cajón central más ancho y empotrado. Este último está coronado por un cinturón estrecho con tres cajones que remata una ventana que se abre con una solapa.

Un gabinete es un armario de coleccionista inspirado en modelos arquitectónicos, que tiene cajones y puertas en la parte delantera. Este tipo de mueble apareció durante el Renacimiento, junto con otros tipos de mesa o tocador. Algunos tienen placas de ébano y son fruto de un trabajo propio de la ebanistería.
Los gabinetes se inventaron en España a principios del siglo XVI y se fabricaron allí y en Italia durante la primera mitad del siglo XVI. Originalmente eran una especie de combinación portátil de escritorio y almacenamiento de documentos. Los gabinetes tenían una o dos puertas con cerradura, un disco de escritura desplegable o extensible y varios cajones para guardar documentos e instrumentos de escritura. Desde Italia, el modelo de gabinete se extendió al norte, al Tirol, Bohemia y los Países Bajos. 
Fueron lugares de fabricación importantes Augsburgo, Nurenberg, Cheb y Amberes. Todavía alrededor de 1550, los muebles se llamaban Schreibtisch, es decir, caja de escritura y estaban hechos de maderas europeas como arce, pino, haya, roble. Suelen estar decorados con marquetería, volutas, figuras geométricas y paisajes de ruinas, a menudo en estilo manierista. Geometira et Perspeciva del artista Lorenz Stöers, publicada en 1567 con modelos grabados en madera para carpinteros, adquirió gran importancia para la elección de los motivos, ya en 1555 habían comenzado a distribuirse grabados individuales en madera.
Los gabinetes a veces tienen una o más puertas en el frente, que están montadas con herrajes para puertas y, ocasionalmente, una cerradura. Los gabinetes pueden tener una o más puertas, cajones y/o estantes. Los gabinetes cortos a menudo tienen una superficie terminada en la parte superior que se puede usar para exhibir o como superficie de trabajo, como las encimeras que se encuentran en las cocinas.
Un mueble destinado a ser utilizado en un dormitorio y con varios cajones normalmente colocados uno encima de otro en una o más columnas destinadas a la ropa y pequeños artículos se llama cómoda o cajonera. Una mesita de noche pequeña se llama con más frecuencia mesita de noche. Un armario alto destinado al almacenamiento de ropa, incluida la ropa para colgar, se denomina armario o (en algunos países) armario empotrado si lo está.

## Historia

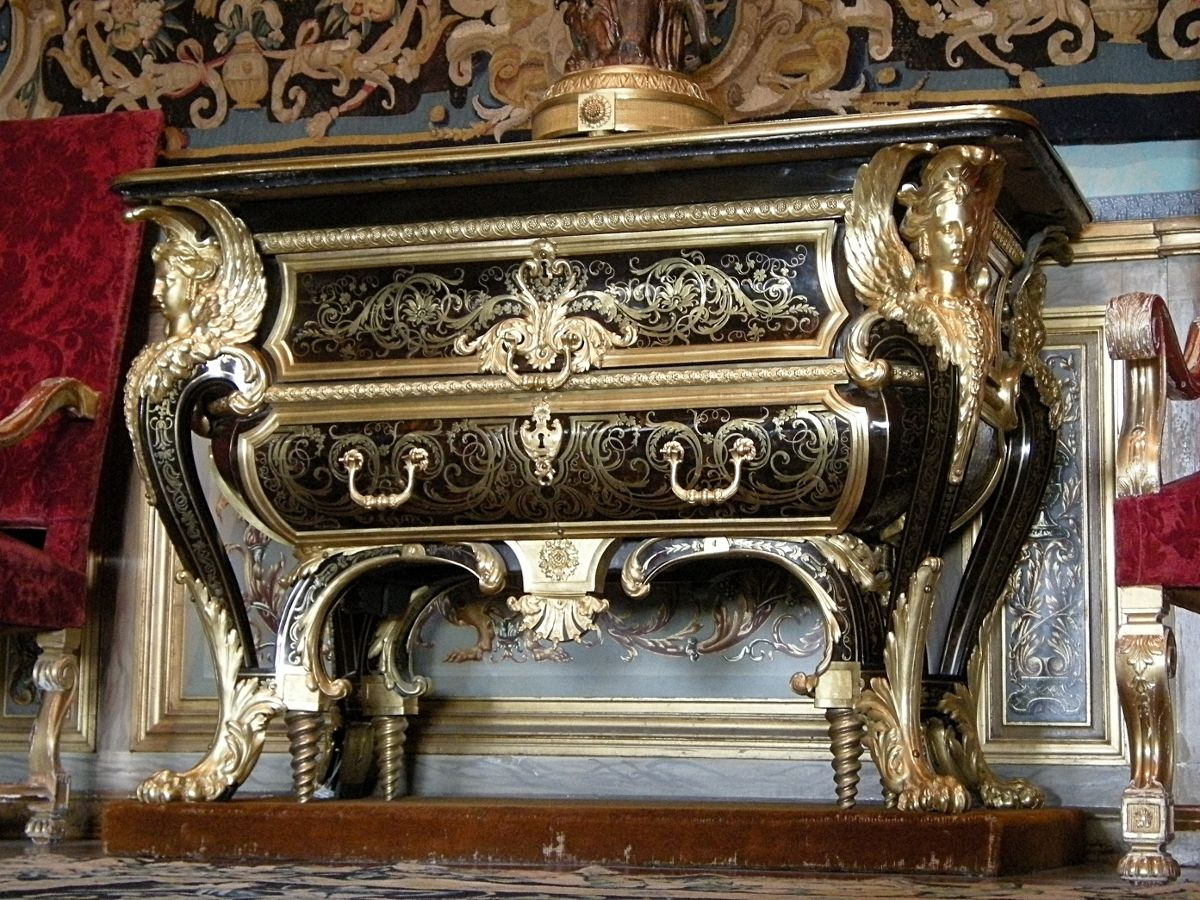
Cómoda por André-Charles Boulle en Vaux-le-Vicomte

Antes de la llegada del diseño industrial, los ebanistas eran los responsables de la concepción y la producción de cualquier mueble. En la última mitad del siglo XVIII, ebanistas, como Thomas Sheraton, Thomas Chippendale, Shaver and Wormley Brothers Cabinet Constructors y George Hepplewhite, también publicaron libros de formas de muebles. Estos libros eran compendios de sus diseños y los de otros ebanistas. El ebanista más famoso antes del advenimiento del diseño industrial es probablemente André-Charles Boulle (11 de noviembre de 1642 - 29 de febrero de 1732) y su legado se conoce como " Boulle Work " y la École Boulle, escuela de bellas artes y oficios y artes aplicadas de París, hoy da testimonio de su Arte.

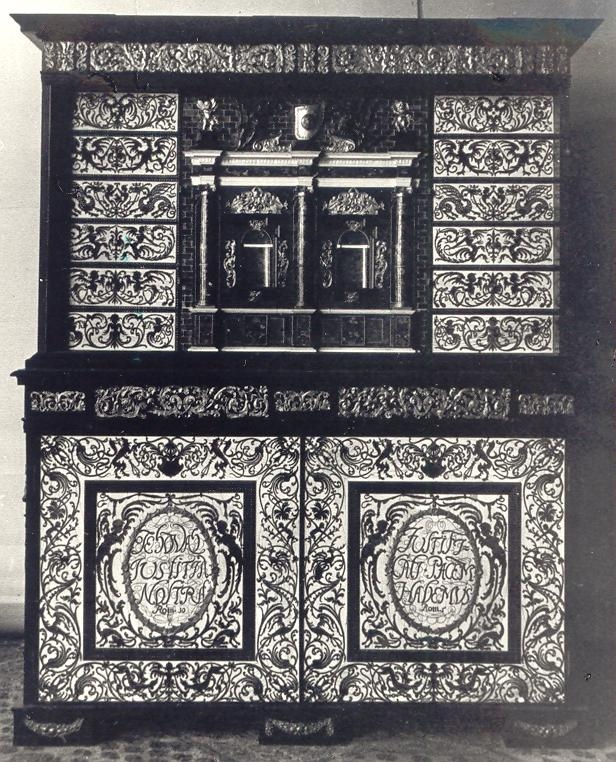
Gabinete de caparazón de tortuga del rey polaco Juan III Sobieski, saqueado por los alemanes del Palacio de Wilanów durante la Segunda Guerra Mundial

Con la revolución industrial y la aplicación de la energía de vapor a las herramientas de ebanistería, las técnicas de producción en cadena se aplicaron gradualmente a casi todos los aspectos de la ebanistería, y la ebanistería tradicional dejó de ser la principal fuente de muebles, domésticos o comerciales. Paralelamente a esta evolución se produjo una creciente demanda por parte de la creciente clase media en la mayoría de los países industrializados de muebles finamente elaborados. Con el tiempo, esto hizo crecer el número total de ebanistas tradicionales.
Antes de 1650, los muebles finos eran una rareza en Europa Occidental y América del Norte. En general, la gente no lo necesitaba y, en su mayor parte, no podía permitírselo. Se las arreglaron con piezas simples pero útiles.
El movimiento de artes y oficios que comenzó en el Reino Unido a mediados del siglo XIX estimuló un mercado para la ebanistería tradicional y otros productos artesanales. Rápidamente se extendió a los Estados Unidos ya todos los países del Imperio Británico. Este movimiento ejemplificó la reacción al historicismo ecléctico de la época victoriana ya la producción mecánica "sin alma" que empezaba a generalizarse. Durante este tiempo, casi una cuarta parte de la población del Reino Unido dijo que la ebanistería era una de las habilidades más nobles y admirables, y el 31% de los que creían esto se esforzaron para que sus hijos aprendieran el arte de la ebanistería.
Después de la Segunda Guerra Mundial, la carpintería se convirtió en un pasatiempo popular entre las clases medias. Los aficionados más serios y hábiles en este campo ahora producen muebles que rivalizan con el trabajo de los ebanistas profesionales. Juntos, su trabajo ahora representa solo un pequeño porcentaje de la producción de muebles en cualquier país industrial, pero su número es mucho mayor que el de sus contrapartes en el siglo XVIII y antes.

## Estilos

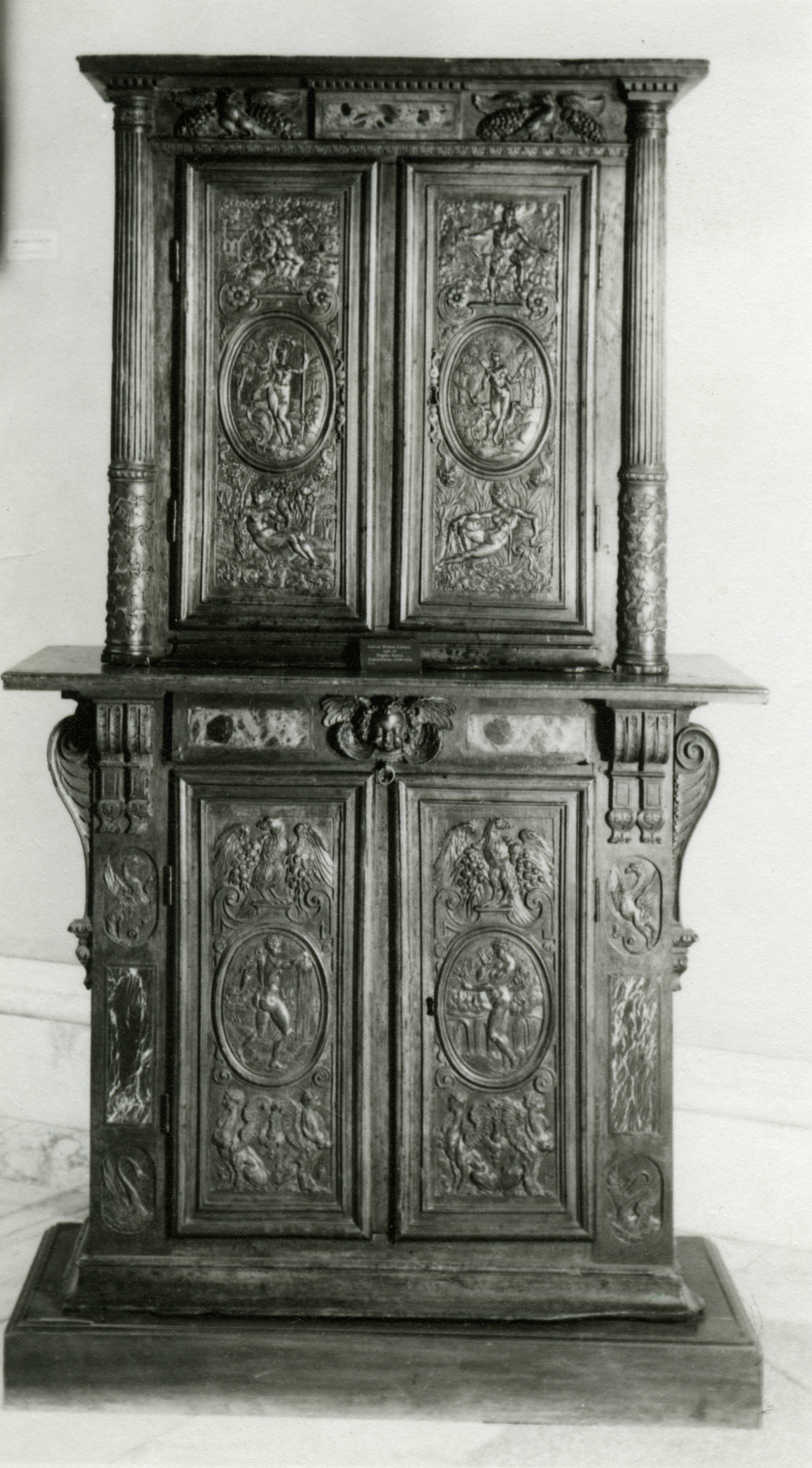
El gabinete doble, realizado por Hughes Sambin (1570-1600), presenta la combinación de elementos arquitectónicos y tallas en relieve característica del mobiliario francés de la época.

### Estilo Glamour
El estilo Glamour fue originalmente una combinación de los estilos inglés, Greek Revival, French Regency y Hollywood glamour. Los colores principales de los armarios glam pueden seguir direcciones de alto impacto o suaves y lujosas. La característica más importante de este estilo es la combinación de tonos neutros más claros con tonos oscuros intensos y nítidos como el negro, el azul marino y los tonos joya. Las principales características del glamour en la ebanistería son:
- Marcos metálicos (oro o plata)
- Acabados oscuros y brillantes
- Adornos y accesorios de cristal y metal (por ejemplo, tiradores de armario glamurosos[5] con elementos de cristal)
- Estética en tonos de oro con blanco brillante y negro espejado
- Líneas esculturales

### Estilo escandinavo
Este estilo de diseño se caracteriza por líneas horizontales y verticales limpias. En comparación con otros diseños, hay una clara ausencia de ornamentación.  Aunque el diseño escandinavo es fácil de identificar, se trata mucho más de los materiales que del diseño.

### Estilo provincial francés
Este estilo de diseño es ornamentado. Los objetos provinciales franceses suelen estar teñidos o pintados, dejando la madera oculta. Las esquinas y los biseles suelen estar decorados con pan de oro o con algún otro tipo de dorado.  Las superficies planas suelen tener obras de arte, como paisajes, pintadas directamente sobre ellas. La madera utilizada en el provincial francés variaba, pero a menudo era originalmente de haya.

### Estilo colonial americano temprano
Este diseño enfatiza tanto la forma como los materiales. Las sillas y mesas de la época colonial se construyen a menudo con husillos torneados y los respaldos de las sillas se construyen a menudo utilizando el vapor para doblar la madera. Las opciones de madera tienden a ser maderas duras de hoja caduca con un énfasis particular en la madera de árboles comestibles o frutales como el cerezo o el nogal.

### Estilo Rústico
El rústico estilo de diseño a veces llamado "mueble de troncos" o "cabaña de troncos" es el menos acabado. El diseño es muy utilitario pero busca destacar no sólo los materiales utilizados sino, en la medida de lo posible, cómo existían en su estado natural. Por ejemplo, un tablero de mesa puede tener lo que se considera un "borde vivo" que permite ver los contornos originales del árbol del que procede. También se suelen utilizar troncos o ramas enteras, incluida la corteza del árbol.  Los muebles rústicos suelen estar hechos de pino, cedro, abeto y abeto. Los muebles rústicos suelen ser muy sencillos, hechos a mano y de gran tamaño. Se caracteriza por una cierta aspereza (maderas crudas que parecen un poco deshechas). Los colores relacionados con los tonos terrosos: grises, verdes y marrones son muy comunes aquí.

### Estilo Misión

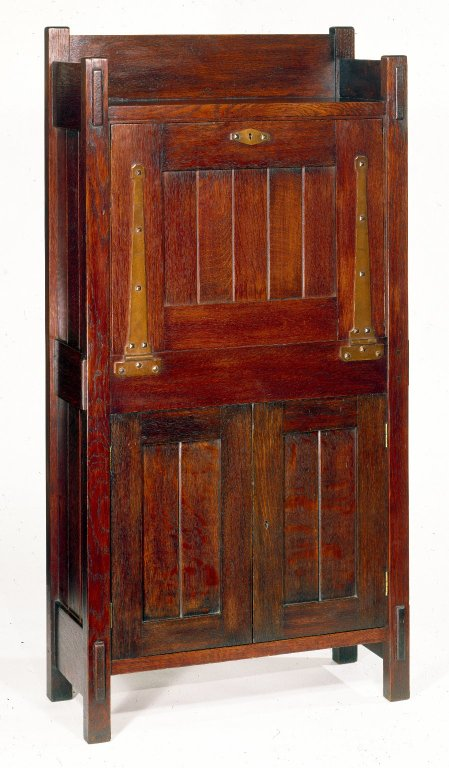
Escritorio con frente abatible, hacia 1903. Autor Gustav Stickley. Museo de Brooklyn.

El estilo Misión se caracteriza por sus líneas horizontales y verticales rectas y gruesas y por sus paneles planos. El material más utilizado en los muebles de la Misión es el roble. Para los primeros ebanistas de la Misión, el material elegido era el roble blanco, que a menudo se oscurecía mediante un proceso conocido como "fuming". Los herrajes suelen estar visibles en el exterior de las piezas y son de hierro negro. Es un estilo que se hizo popular a principios del siglo XX; popularizado por los diseñadores de los movimientos Arts and Crafts y Art Nouveaux.

### Estilo Luis-Felipe
El estilo Luis-Felipe es un escritorio, con una meseta rectangular, sobre la trasera, un encofrado estrecho (20 a 30 cm), provisto de cajones y de estante para situar los libros y documentos diversos. Contiene cajones y pies de pie girados formando balaustradas.

### Estilo Napoleón III
El estilo Napoleón III marca una continuidad del estilo Imperio hacia el gabinete a escribir y los cajones devienen más numerosos.

### Estilo oriental
También conocido como diseño asiático , este estilo de mobiliario se caracteriza por el uso de materiales como el bambú y el ratán . El rojo es una opción de color frecuente junto con el arte paisajístico y los caracteres chinos u otros idiomas asiáticos en las piezas.

### Estilo Shaker

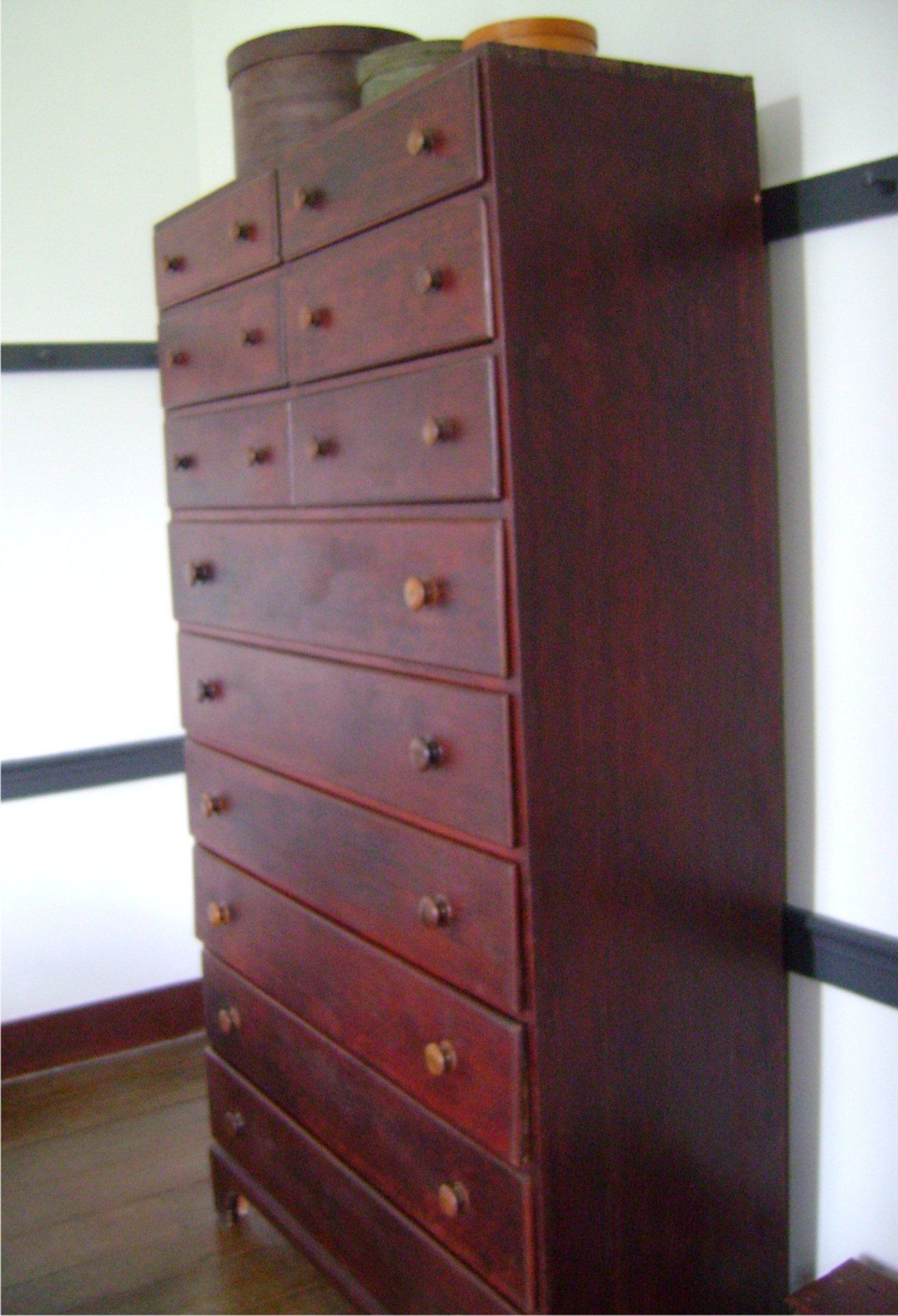
Un gabinete Shaker.

El diseño de muebles Shaker se centra en la función y la simetría. Debido a que está tan influenciado por una comunidad y tradición religiosa igualitaria, está enraizado en las necesidades de la comunidad frente a la expresión creativa del diseñador. Al igual que el diseño colonial y americano temprano, los artesanos de Shaker a menudo elegían maderas frutales para sus diseños. Las piezas reflejan un uso muy eficiente de los materiales.

## Tipos de gabinetes
El objetivo fundamental del ebanista es la producción de armarios. Aunque el ebanista también puede tener que producir artículos que no se reconocen como armarios, se aplican las mismas habilidades y técnicas.
Un armario puede ser empotrado o independiente. Un armario empotrado suele estar hecho a medida para una situación concreta y se fija en su posición, en el suelo, contra una pared o enmarcado en una abertura. Por ejemplo, las cocinas modernas son ejemplos de armarios empotrados. Los armarios independientes suelen estar disponibles en el mercado y pueden trasladarse de un lugar a otro si es necesario. Los armarios pueden estar colgados en la pared o suspendidos del techo. Las puertas de los armarios pueden ser abatibles o correderas y pueden tener espejos en la superficie interior o exterior.
Los armarios pueden tener un marco frontal o ser de construcción sin marco (también conocido como europeo o estilo euro). Los armarios con marco frontal tienen un marco de soporte unido a la parte delantera de la caja del armario. Este marco frontal suele tener una anchura de 1+1/2 de pulgada (4 cm). La puerta del armario está montada en el marco del armario. Por el contrario, los armarios sin marco no tienen tal marco frontal de soporte, las puertas del armario se unen directamente a los lados de la caja del armario. Los paneles laterales, inferiores y superiores de la caja suelen tener un grosor de 5/8 a 3/4 de pulgada (15,9 a 19,1 mm), y la puerta cubre todo el borde de la caja excepto 1/16 de pulgada (0 cm).
Los armarios modernos a menudo no tienen marco y suelen estar construidos con materiales de lámina fabricados por el hombre, como madera contrachapada, madera o tablero de fibra de densidad media. (MDF). Las superficies visibles de estos materiales suelen estar revestidas de una chapa, un laminado de plástico u otro material. También pueden estar pintados.

## Ejemplares característicos
- Gabinetes de ébano parisinos del castillo de Ambleville.[11]
- el gabinete del cardinal Farnés (siglo XVI) tiene a cuatro estatuas en la base y un tabernáculo en la parte superior.[12]
- el gabinete veneciano contiene marfil y nácar pintados
- el gabinete Mazarino
- el gabinete florentino marroquí (1620-1630)
- el gabinete del duque de Beaufort descendiente de los talleres del gran duque de Toscana (1726), presentado en el Museo de Liechtenstein[13] y vendido 19 millones de libras esterlinas (récord mundial para una pieza de mobiliario en 2004)[14]
- el gabinete florentino del cuarto de la Señora de Staël en el castillo de Coppet, en Suiza[15]
- el gabinete plaqué de marfil y de bosques exóticos, decorado con piedras duras, en el Museo del Louvre,
- el gabinete plaqué de marfil y de bosques exóticos, decorado con piedras duras, en el Palacio de Rosenborg en Dinamarca
- el gabinete florentino incrustado de nácar y de marfil, con cuarenta y nueve cajones, del Castillo de Ussé